# Campeonato Mundial de Voleibol Femenino Sub-17
El Campeonato Mundial de Voleibol Femenino Sub-17 es el campeonato mundial de voleibol para jugadoras menores de 17 años organizado por la Federación Internacional de Voleibol.
La primera edición se lleva a cabo en 2024 en Lima, Perú y los torneos se disputarán cada dos años.

## Historial de ediciones
| N.º    | Sede |       |       |        | 4º           |
| ------ | ---- | ----- | ----- | ------ | ------------ |
| I 2024 | Lima | China | Japón | Italia | China Taipéi |

### Sedes
| N.º | Países      |
| --- | ----------- |
| 1   | Perú (2024) |

## Medallero
| Núm. | País   | Oro | Plata | Bronce | Total |
| ---- | ------ | --- | ----- | ------ | ----- |
| 1    | China  | 1   | 0     | 0      | 1     |
| 2    | Japón  | 0   | 1     | 0      | 1     |
| 3    | Italia | 0   | 0     | 1      | 1     |
|      | TOTAL  | 1   | 1     | 1      | 3     |